# Maatia Toafa
Maatia Toafa (ur. 1954) – polityk, premier Tuvalu od 27 sierpnia 2004 do 14 sierpnia 2006 oraz ponownie od 29 września do 24 grudnia 2010.

## Życiorys
Maatia Toafa pracował w Sekretariacie Forum Wysp Pacyfiku w Suvie na Fidżi. W rządzie Saufatu Sopoangi objął stanowisko wicepremiera. 27 sierpnia 2004, po uchwaleniu wotum nieufności wobec gabinetu Sopoangi, przejął obowiązki szefa rządu. 11 października 2004 został zatwierdzony przez parlament na stanowisku premiera. Objął również funkcję ministra spraw zagranicznych.
W wyborach 3 sierpnia 2006 uzyskał reelekcję w parlamencie, jednak wszyscy pozostali członkowie gabinetu utracili mandaty. 14 sierpnia 2006 parlament nowym szefem rządu wybrał Apisaiego Ielemię. Od 2006 do 2010 Toafa pozostawał liderem opozycji.
W wyborach parlamentarnych 16 września 2010 odnowił mandat deputowanego w okręgu Nanumea. 29 września 2010 parlament wybrał go ponownie na stanowisko szefa rządu. Uzyskał 8 głosów poparcia, pokonując Kauseę Natano, który zdobył o jeden głos mniej. Jeszcze tego samego dnia mianował swój 8-osobowy gabinet, w którym ministrem spraw zagranicznych został Enele Sopoaga.
21 grudnia 2010 parlament uchwalił wotum nieufności wobec rządu premiera Toafy. Wniosek opozycyjnych deputowanych został przyjęty dzięki poparciu ministra spraw wewnętrznych Willy'ego Telavi (głosami 8 do 7). 24 grudnia 2010 Telavi został wybrany nowym szefem rządu.